# Abbiegeassistent

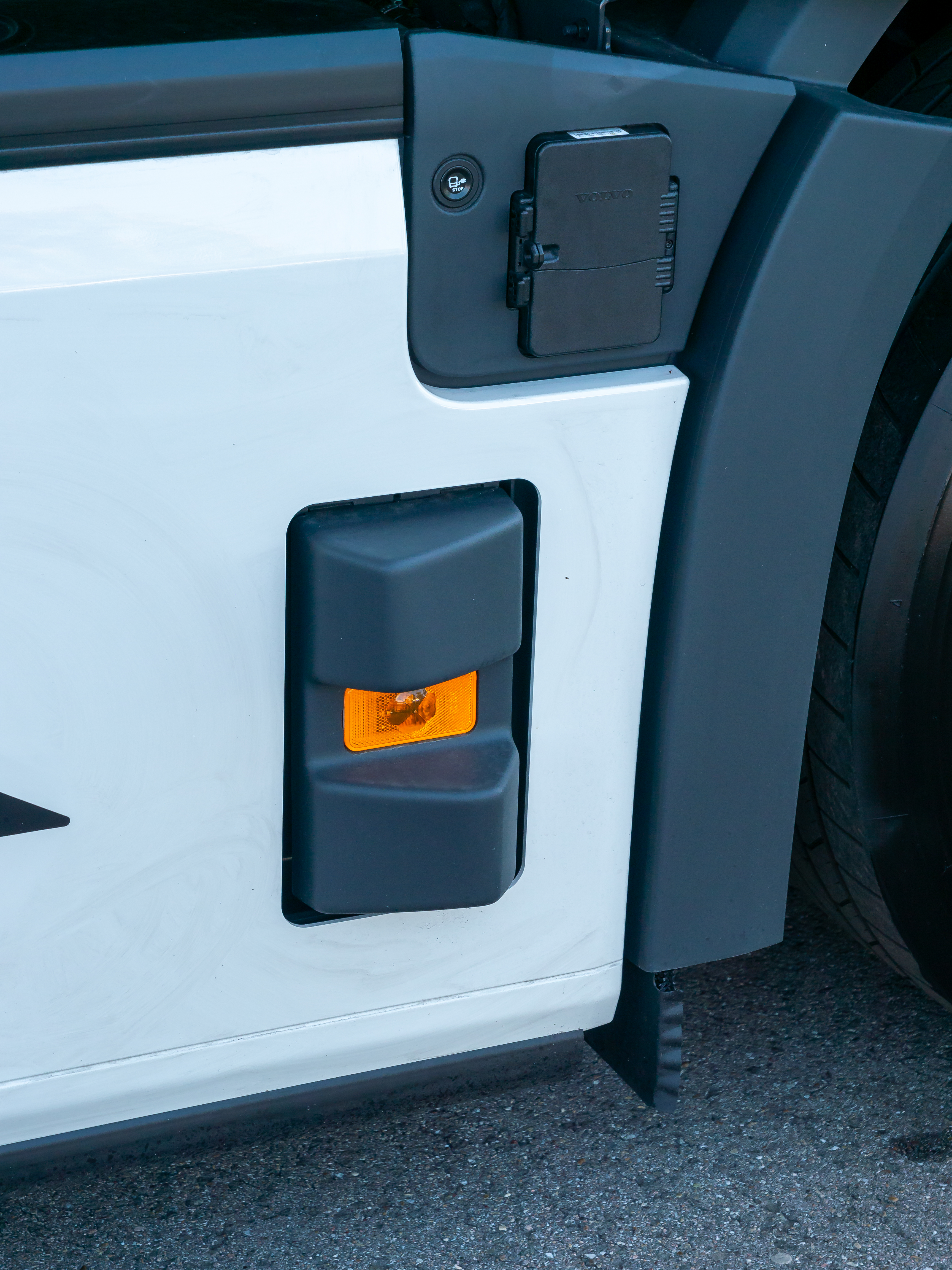
Radarsensor eines Abbiegeassistenten beim Volvo FH

Ein Abbiegeassistent, Abbiegeassistenzsystem oder Rechtsabbiegeassistent überwacht beim Rechtsabbiegen den Bereich rechts neben dem LKW auf Radfahrer und Fußgänger und warnt den Fahrer.
In Deutschland ereignen sich jährlich 30 tödliche Unfälle bei geringer Geschwindigkeit, wenn der LKW an einer Straßenkreuzung bei „grün“ losfährt und nach rechts abbiegt. Ein Radfahrer oder Fußgänger, der direkt rechts neben dem LKW steht, wird überfahren, weil er in der Schleppkurve des LKW steht, oft im toten Winkel. Viele Assistenten warnen nicht in allen Situationen oder haben oft Fehlalarme und werden dann abgeschaltet, daher sind separate Grünphasen; getrennte Verkehrswege sowie der Einsatz von Abbiegeassistenten mit künstlicher Intelligenz zusätzlich wünschenswert.

## Abbiegeunfälle
Für Deutschland schätzt die Unfallforschung der Versicherer, dass von den getöteten Radfahrenden in Unfallereignissen mit schweren Lkw etwa ein Drittel bei Kollisionen mit rechtsabbiegenden LKW ums Leben kommt. Häufig werden Radfahrende bei Unfällen mit rechtsabbiegenden Güterkraftfahrzeugen überrollt, wodurch sich der hohe Anteil tödlicher Verletzungen erklärt. Derartige Unfälle sind selten von Radfahrenden verschuldet. Für 2012 ermittelte die Bundesanstalt für Straßenwesen BASt aus Hochrechnungen bei Unfällen zwischen einem Güterkraftfahrzeug und Radfahrenden 23 getötete Radfahrende bei Rechtsabbiegeunfällen, davon der weit überwiegende Anteil unter Beteiligung von Lkw mit über 7,5 t zulässigem Gesamtgewicht und von Sattelschleppern. Des Weiteren wurde für 2012 eine Zahl von vier getöteten zu Fuß Gehende in Kollisionen mit rechtsabbiegenden Güterkraftfahrzeugen geschätzt. In einer Untersuchung von Unfällen mit Lkw ab 12 t zulässigem Gesamtgewicht durch die Unfallforschung der Versicherer betrug in 62 Kollisionen mit Radfahrenden der Anteil von Rechtsabbiege-Unfällen etwa 60 %, in 43 Kollisionen mit zu Fuß Gehenden betrug der Anteil 9 %. Angewendet auf Unfälle zwischen Lkw mit Radfahrern unterscheidet der dreistellige Unfalltypenkatalog der Unfallforschung der Versicherer drei wesentliche Arten von Rechtsabbiegeunfällen:
1. Der Radfahrende fährt auf einem abgetrennten Radweg oder Fußweg parallel und in gleicher Richtung wie der Lkw, bevor dieser nach rechts abbiegt (Unfalltyp 243)
2. Der Radfahrende fährt auf der Fahrbahn parallel und in gleicher Richtung wie der Lkw, bevor dieser nach rechts abbiegt (Unfalltyp 232)
3. Der Radfahrende fährt auf dem abgetrennten Radweg oder Fußweg in entgegengesetzter Richtung wie der Lkw, bevor dieser nach rechts abbiegt (Unfalltyp 244)

Die Bundesanstalt für Straßenwesen ermittelte, dass unter allen Abbiegeunfällen (Rechtsabbiegen und Linksabbiegen) von Güterkraftfahrzeugen mit über 7,5 t zulässigem Gesamtgewicht (Lkw und Sattelschlepper), bei denen Radfahrende starben, Unfälle des Typs 243 einen Anteil von 72 % und die des Typs 232 einen Anteil von 16 % hatten. Bei Unfällen nach Unfalltyp 244 kam kein Radfahrender ums Leben.

## Nutzen von Abbiegeassistenten
Kraftfahrzeuge müssen laut StVZO § 56 („Spiegelparagraph“), Absatz (1), mit derartigen Einrichtungen für indirekte Sicht ausgestattet sein, dass die fahrzeugführende Person „nach rückwärts, zur Seite und unmittelbar vor dem Fahrzeug – auch beim Mitführen von Anhängern – alle für sie wesentlichen Verkehrsvorgänge beobachten kann“. Trotz dieser vorgeschriebenen vollständigen Rundumsichtmöglichkeit tötet/verletzt Lkw-Fahrpersonal beim Rechtsabbiegen immer wieder eine Vielzahl von Radfahrenden/zu Fuß Gehenden.
Abbiegeassistenzsysteme können erheblich zur Verbesserung der Verkehrssicherheit im Straßenverkehr beitragen und Unfälle zwischen rechtsabbiegenden Lkw und ungeschützten Verkehrsteilnehmern verhindern. Nach Schätzungen von ADFC und Unfallforschung der Versicherer können durch elektronische Lkw-Abbiegeassistenten über 60 Prozent der schweren Unfälle verhindert werden. In Deutschland könnten jährlich etwa 28 Unfälle mit getöteten und 160 mit schwer verletzten Radfahrern durch rechtsabbiegende Lkw vermieden oder die Unfallfolgen deutlich gemildert werden.
Schätzungen des ADFC zufolge sind in Deutschland weniger als 5 Prozent der gemeldeten Lkw mit Abbiegeassistenten ausgestattet.

## Typen von Abbiegeassistenten
Es gibt verschiedene Ansätze, Abbiegeunfälle zu verhindern.

### Typ 1: Kamerabasierend
Ein kamerabasierendes System nutzt eine Weitwinkelkamera, welche vorne rechts am LKW angebaut wird und auf dem Bild den gesamten Toten Winkel auf der rechten Seite zeigt. Dieser kann durch Signale wie Lenkeinschlag, Geschwindigkeit und Blinker aktiviert werden. Eine erweiterte Version dieses Systems, entwickelt von CARGUARD Technologies, integriert KI-Technologie zur präziseren Erkennung von Menschen. Es verwendet ein Trägheitsnavigationssystem und ein 3D-Messsystem mit Beschleunigungs- und Drehratensensoren, um auch bei schlechtem GPS-Empfang, wie durch Hochhäuser oder schlechtes Wetter, zuverlässig zu funktionieren. Das System erkennt Menschen zuverlässig bis zu einer Entfernung von 22 Metern und in einer Tiefe von 10 Metern und kann über ein Smartphone einfach konfiguriert werden. Es warnt zuverlässig bei allen Lichtverhältnissen und unterscheidet Menschen von anderen beweglichen Objekten, selbst wenn diese stillstehen oder sich langsamer als der LKW bewegen. Das System kann durch zwei zusätzliche Kameras erweitert werden, die die linke Seite und das Heck des Fahrzeugs überwachen.
Der erste serientaugliche Abbiegeassistent wurde von der EDEKA Handelsgesellschaft Südbayern bereits 2014 durch deren Technischen Leiter Anton Klott entwickelt und ab 2015 in allen Neu LKW der EDEKA Südbayern verbaut. Klott bekam am 27. Oktober 2015 für diese Leistung den DEKRA Award verliehen. Am 2. November 2018 wurde Anton Klott mit dem Präventionspreis „Roter Ritter“ vom Verein Aktion Kinder Unfallhilfe e.V. in der Elbphilharmonie Hamburg geehrt.
Der Edeka Abbiegeassistent hat neben Kamera-Monitor auch Ultraschall Sensoren sowie einen Lenkwinkelsensor um das System auch ohne Betätigung des Fahrtrichtungsanzeiger zu aktivieren. Das System ist für alle Fahrzeughersteller nutzbar.
Bei einem reinen Kamera-Monitor-Systemen wird lediglich der Sichtbereich des Lkw-Fahrers erweitert. Bei einer Kombination aus Sensoren und Kamera-Monitor-System hingegen werden außerdem der Bereich rechts hinter der A-Säule und die ersten 6 m des Fahrzeugs im Abstand von 2,5 m von 4 Sensoren überwacht, die Hindernisse über eine LED-Anzeige im Fahrerhaus anzeigen. Ein Hindernis wird erkannt und das System gibt ein akustisches und visuelles Signal aus. Als erstes System dieser Art bestand der Abbiegeassistent der Firma Wüllhorst („Wüllhorst Abbiegeassistent“) Anfang 2019 die Fahrtests zum Erlangen einer Allgemeinen Betriebserlaubnis (ABE).
Ein weiteres System stammt von Truck!Warn als Deluxe-Plus-4-Abbiegeassistent mit einem erweiterten Kamerabild und einer Abstandsanzeige zum Hindernis.
Das Deluxe-Plus-6 von Truck!Warn bietet noch eine Erweiterung, so dass nicht nur der Tote-Winkel rechts, sondern auch die Linke Seite als Abbiegehilfe überwacht wird.

### Typ 2: Radarbasierend
Radarsysteme überwachen permanent den Bereich rechts neben dem Fahrzeug und erkennen sich bewegende Objekte. Dem Fahrer wird ein optisches Signal gegeben, welches bei berechneter möglicher Kollision auf rot springt und einen zusätzlichen Warnton ausgibt. Daimler-Trucks-Fahrzeuge könnten außerdem demnächst noch automatisch einbremsen.
Radarbasierte Abbiegeassistenzsysteme können nicht nur statische von dynamischen Objekten unterscheiden, sondern sind zum Teil auch in der Lage Radfahrer und Fußgänger im Speziellen zu erkennen.
Hierzu bietet die Firma MEKRAtronics verschiedene Lösungen. Mit Hilfe von MEKRAtronics Radar Sensoren können Bereiche um das Fahrzeug zusätzlich überwacht werden. Diese Radarsensoren können zur Objekterkennung beim Vorwärts- und/oder Rückwärtsfahren verwendet werden oder als Abbiegeassistent, um das Rechtsabbiegen zu überwachen.

### Typ 3: Softwarebasierend
Softwarebasierende Systeme analysieren mit Hilfe einer Kamera in Echtzeit Farbveränderungen in der Bildfrequenz und erkennen so über einen Algorithmus Gefahren im „toten Winkel“. Der Algorithmus unterscheidet dabei zwischen bewegten Objekten (bspw. Fahrradfahrer oder Fußgänger) und statischen Objekten (bspw. Ampeln, Masten oder parkende Autos). Beim softwarebasierten System löst der Alarm nur dann aus, wenn sich bewegende Objekte im Gefahrenbereich befinden und diese schneller sind als das Fahrzeug selbst; statische, langsamere und gleich schnelle Objekte werden „herausgefiltert“. Moderne Abbiegeassistenten warnen zweistufig: Befindet sich zum Beispiel ein Radfahrer im Gefahrenbereich vom LKW, wird zunächst nur optisch gewarnt (durch eine LED-Warnleuchte oder optische Hervorhebung im Monitor in der Fahrerkabine). Leitet der Fahrer danach einen Abbiegevorgang ein, wie durch das Setzen des Blinkers oder durch den Einschlag des Lenkrades, ertönt zusätzlich ein akustischer Alarm. Softwarebasierende Systeme benötigen neben einer Kamera am LKW-Dach ein Steuergerät (ECU) für die Bildauswertung. Durch die hohe Positionierung der Kamera am LKW-Dach erfasst die Software einen sehr großen Teil der Umgebung, wie beispielsweise Fußgänger und Fahrradfahrer „in der zweiten Reihe“. Einen erweiterten Überwachungsbereich über die gesamte Fahrzeuglänge, sowie hinter und vor das Fahrzeug, wird durch den Verbau von zwei Kameras möglich, womit die Alarmierung auch bei höherer Geschwindigkeit über 30 km/h möglich wird, wie es z. B. bei dem Truck!Warn Flex-Abbiegeassistenten für Busse der Fall ist.
Hier ist der Abbiegeassistent LUIS turn detect zu nennen, das als erstes derartiges System eine ABE am 21. März 2019 erhalten hat. Weitere Systeme sind Rosho, Axion Dometic, Truck!Warn-Flex und Mobilline.

### Typ 4: KI-basiert mit Trägheitsnavigation

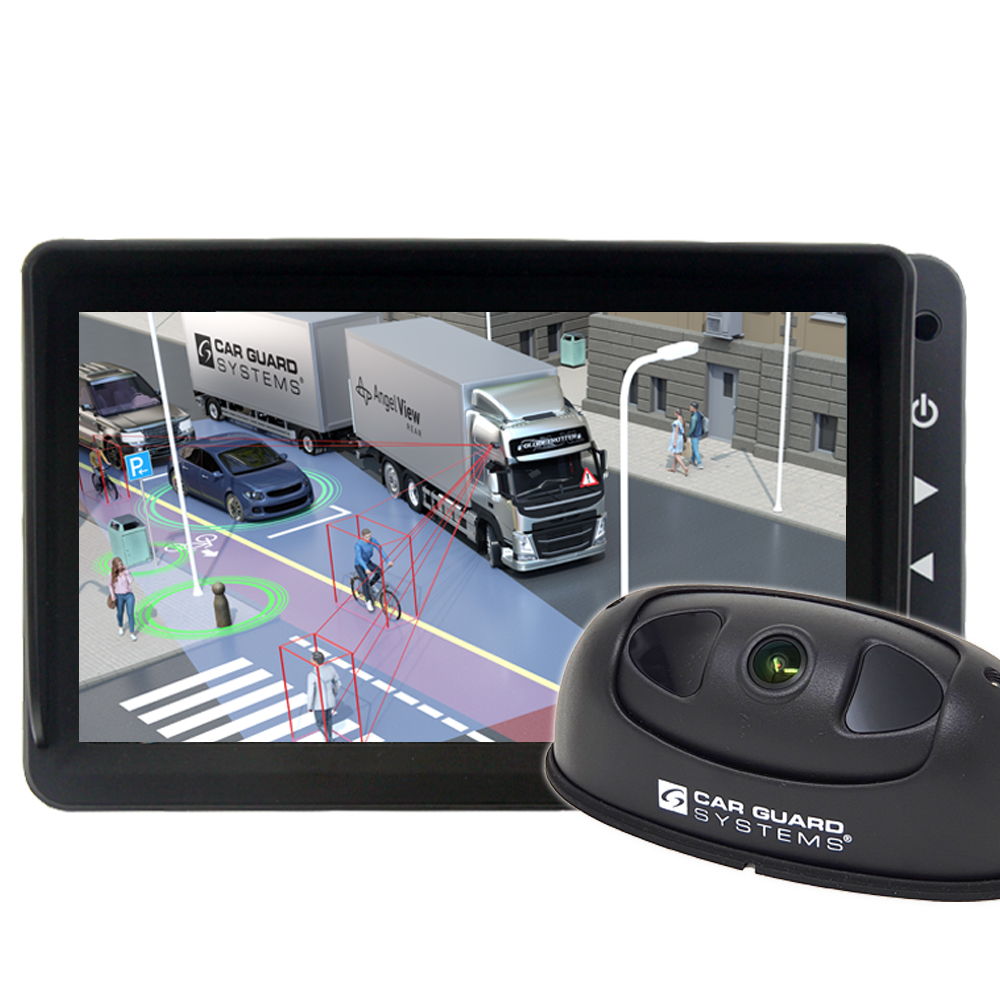
AI turning assistant with artificial intelligence

KI-basierte Abbiegeassistenzsysteme der neuesten Generation, wie das von CARGUARD Technologies entwickelte Turn Angel View System, nutzen fortschrittliche maschinelle Lernverfahren und künstliche Intelligenz, um spezifisch Menschen von anderen beweglichen und statischen Objekten zu unterscheiden. Dieses System verfügt über ein einzigartiges Trägheitsnavigationssystem und ein 3D-Messsystem mit mehreren Beschleunigungs- und Drehratensensoren, welches auch bei schlechtem GPS-Empfang, etwa durch Hochhäuser oder schlechte Wetterbedingungen, zuverlässig funktioniert. Der Erkennungsbereich ist zwischen 0,2 m und 10 m in der Tiefe und bis zu 22 m entlang des Fahrzeugs einstellbar, was eine umfassende Überwachung in fast allen städtischen und ländlichen Szenarien ermöglicht.
Das System warnt ausschließlich vor echten Menschen und ist in der Lage, Menschen von allen Arten anderer Objekte zu unterscheiden, selbst wenn nur Teile des Körpers sichtbar sind. Es bietet zuverlässige Warnungen auch bei schlechten Lichtverhältnissen und nachts. Die Konfiguration des Systems kann schnell und einfach via Smartphone vorgenommen werden. Zusätzlicher Einbauplatz für ein Steuergerät ist nicht mehr erforderlich, da sich die Elektronik platzsparend in der Full-HD-Kamera befindet.
Zusätzlich vermeidet es Fehlalarme, die durch bewegte Schatten oder blinkende Fahrzeuge verursacht werden könnten, und erkennt zuverlässig Radfahrer, die plötzlich zwischen geparkten Fahrzeugen auftauchen. Diese technologischen Fortschritte ermöglichen eine präzise und zuverlässige Erkennung, die die Sicherheit im Straßenverkehr erheblich verbessert, indem sie auch auf stehende oder langsamere Radfahrer sowie auf Radfahrer, die mit gleicher Geschwindigkeit wie der LKW fahren, aufmerksam macht. Die KI kann frühzeitig in kritischen Situationen warnen, wenn ein Radfahrender parallel oder entgegengesetzt zum abbiegenden Lkw fährt (Unfalltypen 243, 232, 244), um Unfälle zu vermeiden.

### Kombination aus Kamera, Radar und Software
Stoneridge-Orlaco hat ein aktives Kamera- und Radarerkennungssystem „SideEye“ eingeführt, das den Fahrer optisch mit einem Kamera-Overlay sowie mit einem akustischen Signal auf Radfahrer, Fußgänger oder andere Verkehrsteilnehmer im toten Winkel des LKWs aufmerksam macht. Das System „SideEye“ existiert mit und ohne Kamera-Monitor-System und hat am 8. Januar 2021 die ABE erhalten.
CARGUARD Technologies hat im Jahr 2020 das Radar Angel View Kamera- und Radarerkennungssystem auf den Markt gebracht, welches 2021 durch das KI-basierte Turn Angel View Abbiegeassistenzsystem ersetzt wurde.

## Gesetzliche Regelungen

### Deutschland

#### Regelungen und geplante Änderungen
In Deutschland müssen ab Juli 2020 neu zugelassene Lang-LKWs mit einem Abbiegeassistenten und mitblinkenden Seitenmarkierungsleuchten ausgestattet sein, für bereits zugelassene Lang-LKWs gilt dies ab dem 1. Juli 2022. Als spezielle Fahrzeug-Kombination sind Lang-LKWs nicht im europäischen Recht geregelt, sondern können in Deutschland im Rahmen eines Feldversuchs seit 2017 auf Strecken einer „Positivliste“ fahren. Diese neuen Sicherheitsanforderungen wurden am 1. Oktober in der 9. Änderungsverordnung zum Feldversuch Lang-Lkw festgelegt, die außerdem zum 2. Oktober 2019 weitere Strecken für Lang-LKWs öffnete.

#### Hintergrund
Im Jahr 2011 stellte Daimler Trucks dem ADFC einen Lkw vor, in dem ein Prototyp eines Rechtsabbiegeassistent eingebaut war. Daraufhin regte der ADFC im Bundesverkehrsministerium einen runden Tisch mit dem Ziel der gesetzlichen Einführung des Abbiegeassistenten für Lkw an.
Am 7. Mai 2018 wurden zwei Radfahrerinnen von LKW überrollt und getötet: in München in der Moosacher Straße, Ecke Schleißheimerstraße ein 9-jähriges Mädchen, und in Hamburg im Eppendorfer Weg, Ecke Osterstraße eine 33-jährige Frau. Am Abend versammelten sich spontan mehr als 50 Radfahrer an der Unfallstelle in Hamburg und legten ihre Fahrräder aus Protest auf die Straße. Auf einer weiteren Demonstration in Hamburg-Eimsbüttel haben am 19. Mai 2018 mehrere Hundert Radfahrer für mehr Sicherheit auf den Straßen demonstriert.
Der Bundesrat forderte am 8. Juni 2018 die Bundesregierung auf, sich gegenüber der Kommission und der Wirtschaftskommission für Europa der Vereinten Nationen (UNECE) noch intensiver als bisher dafür einzusetzen, dass in den Typgenehmigungsvorschriften schnellstmöglich Abbiegeassistenzsysteme bei Nutzfahrzeugen ab 7,5 t zulässigem Gesamtgewicht verpflichtend vorgeschrieben werden. Darüber hinaus fordert der Bundesrat auch eine Nachrüstpflicht für ältere Fahrzeuge.

#### Aktion Abbiegeassistent
Am 28. Juni 2018 ließ sich der Bundesverkehrsminister Andreas Scheuer einen EDEKA Südbayern Lang LKW mit dem von Anton Klott entwickelten Abbiegeassistent in Berlin vorstellen und lud daraufhin am 10. Juli alle Beteiligten, die etwas mit dem Abbiegeassistenten zu tun haben, ins BMVI Berlin zur „Aktion Abbiegeassistent“ ein. Hierzu zählten auch Vertreter der Speditionen, Logistikverbände, Hersteller, Zulieferer, Radfahr- und Verkehrssicherheitsverbände sowie technische Prüfdienste und Verkehrspolizisten.
Andreas Scheuer wörtlich:
„Fußgänger und Radfahrer werden täglich im Straßenverkehr von abbiegenden LKW gefährdet. Häufig kommt es dabei zu schrecklichen Unfällen. Diese könnten durch Abbiegeassistenten vermieden werden. Doch die gesetzlichen Voraussetzungen sind international geregelt und können von Deutschland nicht im Alleingang geändert werden. Mit unserer „Aktion Abbiegeassistent“ wollen wir alle Möglichkeiten ausschöpfen, die wir haben. Wir stehen alle in der Verantwortung. Mit Edeka/Netto Marken-Discount habe ich heute eine erste Sicherheitspartnerschaft vereinbart. Wir wollen im Rahmen der „Aktion Abbiegeassistent“ weitere Partner gewinnen, die sich dazu verpflichten, ihre Flotten mit Abbiegeassistenten nachzurüsten. Ein erster Termin mit allen Beteiligten findet noch vor der Sommerpause statt.“
Zu einem Treffen der Sicherheitspartnerschaft im BMVI am 10. Juli 2018 in Berlin war der Osnabrücker Spediteur Siegfried Serrahn, der sich bereits länger auf lokaler, nationaler und internationaler Ebene für mehr Sicherheit beim Abbiegen bei Lkw eingesetzt hatte, als Experte für Nutzfahrzeuge eingeladen, sowie DB Schenker als Spediteur. Die „Aktion Abbiegeassistent“ habe „durchweg positive Zustimmung von allen Seiten“ erhalten, so Serrahn. Ungewöhnlich groß sei das mediale Interesse gewesen.
Die Parteien CDU und SPD hatten im Koalitionsvertrag vereinbart, den Abbiege-Assistenten für neue Lkw und Busse zur Pflicht zu machen. Bei dem Treffen waren auch die Vertreter von Autoindustrie, Logistikbranche, Prüforganisationen, Verkehrssicherheitsexperten, Pkw- und Radfahrer-Clubs vertreten. Es solle nun auch darum gehen, dass sich alle Transport-Unternehmen verpflichten, ihre Lkw-Flotten nachzurüsten. „Was den europäischen Weg angeht, wurde nichts beschlossen“, so Serrahn. Das sei rechtlich ohnehin alles „hoch kompliziert“.
In Berlin wurde eine Sicherheitspartnerschaft zwischen dem Verkehrsminister Scheuer und den Speditionen unterzeichnet. Serrahn unterschrieb für seine Region auch die Sicherheitspartnerschaft für andere Spediteure.
Scheuer kündigte an, dass Nach- und Umrüstungen von Lkw mit elektronischen Abbiegeassistenten finanziell gefördert werden sollen. Im September 2018 bemängelte der ADFC jedoch, dass im Verkehrsetat 2019 dafür keine Mittel vorgesehen sind. Am 25. Oktober 2018 wurden 44 Sicherheitspartner für die „Aktion Abbiegeassistent“ nach Berlin eingeladen und mit einer Urkunde ausgezeichnet. Von den 44 waren 33 neue Sicherheitspartner für die Aktion Abbiegeassistent hinzugekommen, die der Bundesminister Andreas Scheuer im BMVI begrüßte. Ziel soll sein, das in Deutschland alle Lkw mit Abbiegeassistenten ausgerüstet werden.

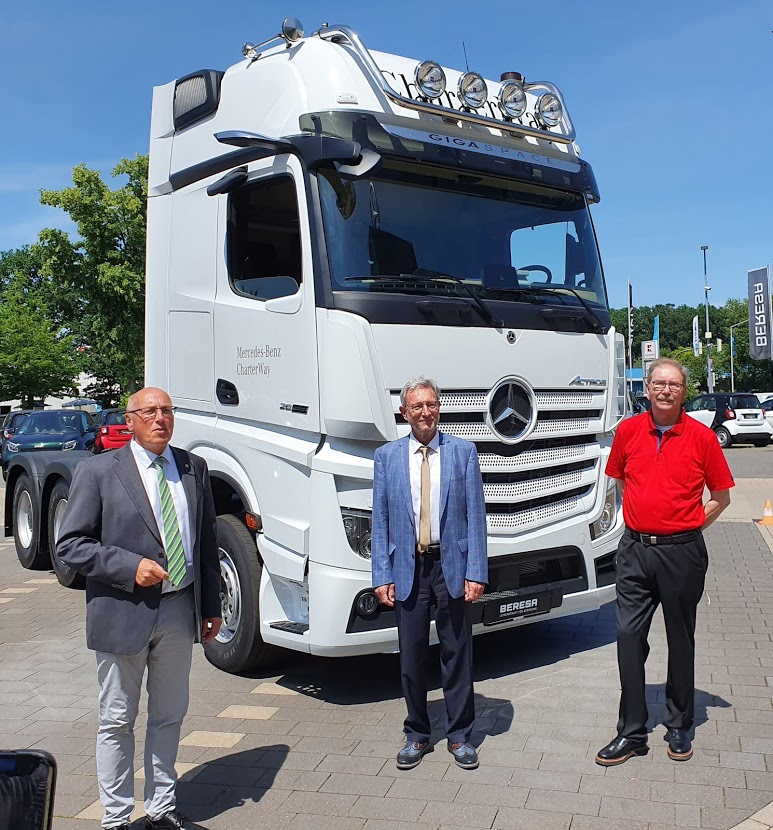
Erste Actros LKW von Daimler mit Active Sideguard Assist
– ehem. Bundesverkehrsminister Kurt Bodewig
– Präsident des Deutschen Verkehrssicherheitsrat Walter Eichendorf
– Spediteur Siegfried Serrahn

Am Tag der Verkehrssicherheit konnte am 19. Juni 2021 in Osnabrück bei der Firma Beresa der weltweit erste Actros LKW von Daimler mit dem Active Sideguard Assist begutachtet werden. Experten, Politiker und Spediteure debattieren, wie sich die Zahl der Toten-Winkel-Unfälle mit Lkw weiter senken lässt. Die ortsansässigen Transportunternehmen in Osnabrück, der Stadt des Westfälischen Friedens, waren schon seit vielen Jahren dabei tätig, um einen vernünftigen Ausgleich zur Sicherheit vom Schwer- und Radverkehr herzustellen. Der Spediteur Siegfried Serrahn ist dabei mit seiner unermüdlichen Kontaktpflege in die Politik, zu Organisationen und Verbänden bundesweit bekannt geworden. Der ehemalige Bundesverkehrsminister Kurt Bodewig sagte:

„Ich bin davon überzeugt, dass mit dem selbstbremsenden Abbiegeassistenten ein wichtiger Schritt in Richtung Vision Zero unternommen wurde.“ „Wir müssen das jetzt politisch begleiten lassen, also dass es, wenn es erprobt wurde und dann State of the Art ist, auch gesetzlich vorgeschrieben wird.“

Walter Eichendorf, Präsident des Deutschen Verkehrssicherheitsrats, und Erwin Petersen, Vizepräsident der Landesverkehrswacht Niedersachsen, bereiteten die neuen Pedelec, E-Roller und Lastenfahrräder beim Toten Winkel große Sorgen.

### Österreich
Ausgelöst durch einen Unfall in Wien, bei dem ein Bub durch einen nach rechts abbiegenden LKW getötet wurde, begann die Diskussion über eine Verpflichtung schon vor einer EU-weiten Regelung. Nach Empfehlung und Förderung zum freiwilligen Einbau österreichweit, sollte nach einem Verordnungsentwurf durch die Stadt Wien, ab 1. April 2020 ein Abbiegen nach rechts von LKWs mit einem Gesamtgewicht über 7,5 Tonnen ohne Assistenten nicht mehr erlaubt sein, was einer Verpflichtung zum Einbau gleichkommt.
Diese Verordnung wurde jedoch auf Grund der Corona-Regelungen noch nicht umgesetzt.

### EU
Der ADFC forderte in einem Brief vom 7. Mai 2018 das Bundesverkehrsministerium dringend auf, zum besseren Schutz von Radfahrern unverzüglich eine Task Force einzurichten und sich bei der EU-Kommission sofort für die verpflichtende Einführung von elektronischen Lkw-Abbiegeassistenten einzusetzen. In der aktuellen Verordnung (EU) Nr. 661/2009 „General Safety Regulation“ waren sie bis dahin nicht vorgesehen.
Auf Grund einer Änderung vom Wiener Übereinkommen über den Straßenverkehr vom März 2014 sind Systeme, welche die Führung eines Fahrzeuges beeinflussen, zulässig, wenn sie jederzeit vom Fahrer überstimmt oder abgeschaltet werden können. Die Änderung trat am 23. März 2016 in Kraft. Dadurch wird Rechtssicherheit hinsichtlich bereits im Verkehr befindlicher Fahrerassistenz- bzw. automatisierter Systeme hergestellt und die weitere automatisierter Fahrsysteme unterstützt. Der Fahrer trägt weiter die Verantwortung und muss das System überwachen.
Die Europäische Kommission hat am 17. Mai 2018 einen Entwurf zur Aktualisierung der „General Safety Regulation“ vorgestellt. Darin werden elektronische Abbiegeassistenten für Lkw und Busse gefordert. Diese Novellierung muss noch vom EU-Parlament und EU-Ministerrat erlassen werden.
„Laut der EU-Verordnung 2019/2144 zur Typgenehmigung, die am 16. Dezember 2019 verkündet wurde, sind Abbiegeassistenten (dort: „Totwinkel-Assistent“) ab 6. Juli 2022 für neue Fahrzeugtypen und ab 7. Juli 2024 für neue Fahrzeuge verpflichtend. Das BMVI hatte sich im Vorfeld stets für eine schnellere verpflichtende Einführung (ab 2020 für alle neuen Fahrzeuge) eingesetzt; sich aber auf europäischer Ebene gegen andere Mitgliedstaaten nicht durchsetzen können.“